# Burma-Kampagne 1944
Japanische Eroberung 1941/42

Bilin – Sittang – Pegu (Taukkyan) – Rangun – Yunnan-Burma-Straße (u.a. Tachiao – Oktwin – Toungoo – Yenangyaung – Lashio I)
1942/43

Burma-Kampagne 1942–1943

Arakan I – The Hump – Chindits
1944

Schlacht um Nordburma und West-Yunnan 1943–1945

Burma-Kampagne 1944

Arakan II – Ha-gō – Lashio II – Sangshak – Myitkyina – U-gō (Imphal – Kohima – Tennisplatz) – Mogaung – Song shan/Huitong-Brücke – Dan-gō
1944/45

Burma-Kampagne 1944–1945

Bhamo – Arakan III (Kangaw und Höhe 170 – Ramree) – Meiktila/Mandalay – Pakokku – Lashio III – Tanlwe Chaung – Operation Dracula – Sittang
Die Burma-Kampagne im Jahr 1944 fand im Rahmen des Burmafeldzugs während des Pazifikkriegs im Zweiten Weltkrieg statt. Dabei kam es zu schweren Kämpfen zwischen britisch-indischen und japanischen Truppen in ganz Burma sowie an der burmesisch-indischen Grenze. Dazu kamen Einheiten der chinesischen nationalrevolutionären Armee, die dort und in Yunnan  an der Grenze zu Burma kämpften.

## Vorgeschichte
Im August 1943 einigten sich die Führer der Alliierten auf der Quadrant-Konferenz in Quebec auf einen Starttermin in 1944 für eine Gegenoffensive in Burma. Generalleutnant Joseph Stilwell, der Oberbefehlshaber des Northern Combat Area Command (NCAC), beorderte im Dezember die chinesische 22. und 38. Division, die sich in Ramgarh befanden, nach Nordburma. Die chinesische 30. Division trat kurz darauf in den Feldzug ein. In deren Rücken bauten Pioniere der US-Armee die Ledo-Straße von Indien aus, um sie mit der Burmastraße südlich der Grenze zu China zu verbinden.

## Planung

### Alliierte
Trotz schlechter Vorbereitung und Nachschubproblemen hatten die Alliierten Ende 1942 und Anfang 1943 kleinere Gegenangriffe gestartet. Dies führte zu einer Niederlage der Alliierten in der Küstenprovinz Arakan in Burma (→ Arakan-Feldzug (1942–43)) und zu einem fragwürdigen Erfolg beim ersten Langstreckenangriff der Chindits in Burma (→ Operation Longcloth).
Für den Beginn des Jahres 1944 war die Rückeroberung der Stadt Myitkyina vorgesehen. Die Offensive sollte größtenteils von drei in Amerika ausgebildeten chinesischen Divisionen durchgeführt werden, die von Assam aus unter dem Kommando von Stilwell operierten.

### Japanisches Kaiserreich
In Burma stand Anfang 1944 die japanische Regionalarmee Burma unter dem Kommando von Kawabe Masakazu. Sie war Bestandteil der Südarmee, deren Oberkommandierender Feldmarschall (Gensui) Terauchi Hisaichi im Hauptquartier in Saigon war.
Die Regionalarmee Burma bestand aus drei Armeen mit zehn Divisionen und umfasste etwa 300.000 Mann. Ihre Hauptaufgabe bestand in der Verteidigung der gesicherten Stellungen in ganz Burma. Dazu wurden die Pläne Ha-gō und U-gō ausgearbeitet.

## Nordburma

### Operation Thursday, 5. Februar bis August 1944
Operation Thursday war nach der Operation Longcloth der zweite große Einsatz der Chindits. Thursday war der Deckname für eine noch nie zuvor versuchte Luftlande-Invasionsphase der Kampagne, deren Ziel es war, mit einer Streitmacht von 10.000 Mann, 1.000 Maultieren, Ausrüstung und Vorräten auf Lichtungen im Herzen Burmas hinter den feindlichen Linien zu fliegen.
Die Operation begann am Samstag, dem 5. Februar 1944, als die 16. Brigade von Brigadier Bernard Fergusson ihren langen Vormarsch in Nordburma begann. Es dauerte einen ganzen Monat, bis alle Brigadebataillone den Fluss Chindwin überquerten. Das Hauptziel war Indaw, obwohl zwei Kolonnen damit beauftragt wurden, die Stadt Lonkin in den Kachin-Hügeln, rund 32 Kilometer westlich von Kamaing anzugreifen.
Für die ersten geplanten Landungen wurden drei Standorte ausgewählt. Sie erhielten die Decknamen Piccadilly, Broadway und Chowringhee, benannt nach berühmten Straßen in London, New York City und Kalkutta. Da sie in unzugänglichen Gebieten lagen sollte der Kontakt mit japanischen Bodentruppen vermieden werden. Alle Einsätze sollten nachts geflogen werden, um japanischen Flugzeugen möglichst auszuweichen. Vor und während des Einfliegens war die japanische Luftwaffe durch Angriffe des 1st Air Commando US Army Air Forces und der Royal Air Force auf ihre Flugplätze stark geschwächt worden. In den ersten zwei Tagen wurden 78 japanische Flugzeuge zerstört und viele weitere beschädigt, was es ermöglicht hatte, die Operation mit geringer Einmischung der japanischen Luftwaffe fortzusetzen.

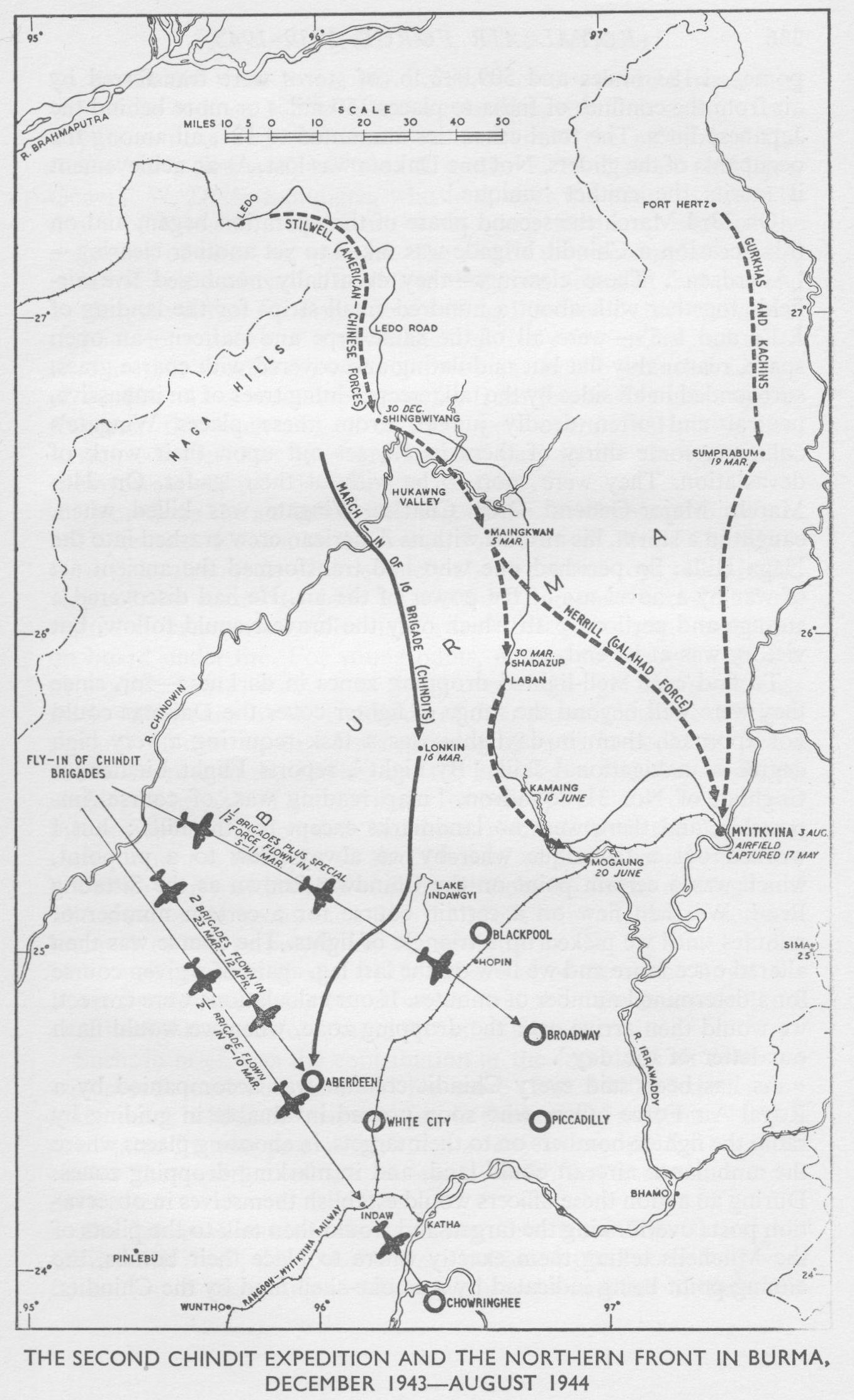
Operation Thursday

Zwar musste der Landeplatz Piccadilly aufgegeben werden, da dieser von den Japanern mit Baumstämmen blockiert worden war, so dass als erster Landeplatz Broadway bestimmt wurde. Allerdings verliefen am 5. März die ersten Lastenseglerlandungen am Broadway nicht gut. Luftaufnahmen zeigten kleine Gräben und zwei Bäume auf dem Landeplatz am Broadway, die dazu geführt hatten, dass mehrere Waco CG-4A-Lastensegler bei der Landung abstürzten und nun den Weg für weitere Segelflugzeuge blockierten. 66 Männer gingen in den Segelflugzeugen verloren, die den Broadway nicht erreichten. 23 Männer starben und 30 wurden bei den Landungen am Broadway verletzt. Den Flugzeugen auf dem Weg wurde befohlen, zurückzukehren, um weitere Opfer zu verhindern. Nach Aufräumarbeiten konnten dann in den nächsten sechs Nächten 579 Dakota-Einsätze zum Broadway geflogen werden. Sie brachten die 77. Brigade und 2 Bataillone der 111. Brigade erfolgreich zum Landeplatz.
In den zweiten Landeplatz Chowringhee wurden zwölf Lastensegler eingeflogen und eine weitere Landebahn errichtet. Am nächsten Abend brachten Dakotas zwei Bataillone der 111. Brigade von Tulihal nach Chowringhee. Bis zum 8. März war eine Truppe von 1.200 Mann, 200 Maultieren und deren Ausrüstung und Munition eingeflogen worden. Danach wurde der Landeplatz aufgegeben, da er sich als anfällig für Boden- und Luftangriffe herausstellte. Wenige Stunden nach der Evakuierung wurde Chowringhee von der japanischen Luftwaffe bombardiert.
Mit dem Abschluss der Operation Thursday hatten die Chindits nun drei Bataillone in Burma stationiert.

### Schlacht bei Walawbum, 28. Februar bis 7. März 1944
Die Planung von Stilwell sah vor, den Einsatz des 5307. Kombinierten Verbands (provisorisch), mit dem Einsatzcode GALAHAD, genannt Merrill's Marauders, mit den Hauptoperationen im Hukawng-Tal zu koordinieren, indem er die Einheit auf weite Kreisbewegungen östlich der chinesischen Streitkräfte schickte, damit Straßensperren hinter den japanischen Frontlinien errichtet werden konnten.
Für ihre erste Mission befahl er die Kamaing-Straße nahe Walawbum abzuschneiden und anzugreifen, da sich dort vermutlich ein japanischer Vorauskommandoposten befand.
Als die Marauders am Nachmittag des 28. Februar in der Nähe von Tanja Ga ankamen, erhielten sie von Stilwell den Befehl, so schnell wie möglich nach Walawbum vorzudringen. Der stetige Vormarsch der Chinesen auf Maingkwan, der die japanischen Einheiten zwang, sich auf der Kamaing-Straße nach Süden zurückzuziehen, erforderte den sofortigen Einsatz der Truppe. Koordiniert mit den chinesischen Operationen bestand die erste Mission der Marauders darin, den Rückzug der Japaner südlich von Walawbum zu beschleunigen, indem deren Versorgungslinien unterbrochen wurden, um Truppen nach vorne zu schicken.
Am 2. März sicherte das 1. Bataillon eine Abwurfzone bei Lagang Ga, und das 3. Bataillon stellte schwere Waffen auf, um die Straße südlich der Stadt zu sichern. Am Morgen des 4. März erreichte das 2. Bataillon die Straße etwa 2,4 Kilometer westlich der Stadt und errichtete eine Straßensperre. Die Antwort der Japaner ließ nicht lange auf sich warten. Die 18. Division beorderte zwei ihrer Regimenter die rechte und linke Flanke der Marauders anzugreifen.
Die Angriffe der Japaner begannen am 4. März und dauerten bis zum nächsten Tag, so dass nach 36 Stunden Kampf in der Nacht des 5. März die Straßensperre aufgegeben wurde und die Marauders sich nach Wesu Ga zurückzogen. Gleichzeitig bombardierten und beschossen alliierte Flugzeuge offensichtliche japanische Truppenkonzentrationen.
Am Nachmittag des 5. März drang eine chinesische Panzereinheit in ein Gebiet zwischen dem Hauptquartier der 18. Division und dem Hauptquartier des japanischen 56. Regiments ein und begann, ohne die Bedeutung des Ziels zu erkennen, auf den japanischen Kommandoposten zu schießen. Daraufhin beschlossen die Japaner nach Westen zu verlegen und eine Linie über die Kamaing Straße südlich von Walawbum wiederherzustellen.
Am 7. März beschloss Merrill in Übereinstimmung mit Stilwells Befehl, die Verluste gering zu halten, seine Truppe aus dem Kampfbereich zurückzuziehen. Nur acht Männer waren während der Kämpfe getötet und 37 verwundet worden, währenddessen schätzungsweise 800 Japaner gefallen waren. Nach der Schlacht um Walawbum behielten die Japaner nur noch die Kontrolle über einen kleinen Teil des südlichen Hukawng-Tals.

### Salween-Kampagne, Mai 1944 bis Anfang 1945

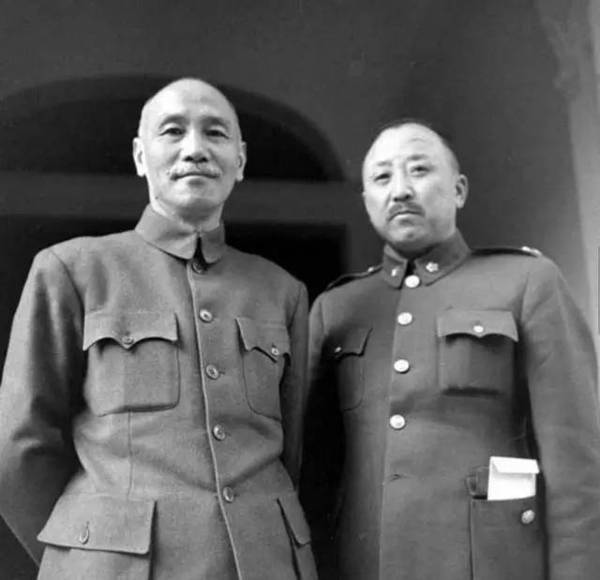
Generalissimus Chiang Kai Shek und General Wei Li-huang

Ende April 1943 befahl Joseph Stilwell mündlich die Bildung einer amerikanischen Y-Force unter Oberst Frank Dorn, um die Chinesen in Yunnan zu unterstützen. Am 18. Juni 1943 bestätigten formelle schriftliche Anordnungen dann die Gründung. Ursprünglich bestand die Hoffnung, dass die Chinesen bis Oktober 1943 bereit sein würden, in Yunnan einzurücken. Alle Vorräte für die Y-Force mussten von Stützpunkten in Indien aus per Flugzeug über den Himalaya transportiert werden (→ The Hump), aber dies war mit ausreichender Geschwindigkeit erreicht worden. Doch erst Mitte April 1944 erteilte der chinesische Kriegsminister und Generalstabschef der Armee, General He Yingqin, nachdem er mit einer Einstellung der Lend-Lease-Lieferungen an die Y-Force gedroht hatte, die formelle Zustimmung zu einem Angriff von 12 Divisionen über den Salween unter General Wei Li-huang.
Weis Streitkräfte waren deutlich unterbesetzt. Seine Divisionen bestanden im Durchschnitt jeweils nur aus etwa 6000 Mann. Somit würde er die Offensive mit ungefähr 72000 effektiven Soldaten beginnen. Zu dieser Gesamtzahl kamen schließlich drei weitere Divisionen der 8. Armee unter Generalleutnant Li Mi hinzu, die im Mai zugeteilt wurden.
Sechs getrennte und koordinierte Angriffe über den Fluss waren für die Eröffnung der Salween-Kampagne geplant.
20. Armeegruppe unter Generalleutnant Huo Kuei-chang:
- Force A: Sie sollte den Fluss bei Meingku Ferry überqueren, um dann den Weg nach Westen durch den Mamien Pass zum Shweli-Fluss zu nehmen und dann nach Süden durch Chiaotou nach Kaitou vorzurücken. In den frühen Tagen der Kampagne wurde dann ein Teil dieser Truppe nach Norden verlegt, um den Guerillas im Hpimaaw-Gebiet zu helfen.
- Force B: Sie sollte den Fluss bei Mengta Ferry überqueren und dann nach Westen durch Tantangtzu und den Pass nach Chiangtso nehmen und weiter nach Watien auf dem Shweli zu fahren. Diese beiden Streitkräfte stellten die Hauptkraft und wären dann bereit, nach Süden auf Tengchong vorzurücken.
- Force C: Im Bereich der Hwei-Jen-Brücke sollte der Salween überquert werden, um anschließend nach Laochai vorzurücken. Sie wäre dann in Position um einen Vorstoß nach Westen auf Tengchong vorzunehmen.

11. Armeegruppe von General Huang Chieh:
- Force D: Der Fluss sollte bei Tahai Ferry überquert werden um dann durch Ping-Ka und Hsiang nach Longling vorzurücken.
- Force E: Sie sollte den Fluss südlich von Tahai Ferry überqueren und durch Ping-Ka und Hsiang dann Mangshi erreichen. Diese beiden sekundären Kräfte zielten darauf ab, die Burma Straße zu durchtrennen.
- Force F: Mit der Aufgabe in einiger Entfernung östlich des Salween die Japaner zurückzutreiben, die den Fluss überquert hatten. Dann sollte Kunlong eingenommen werden. Von dort aus wäre diese Truppe in der Lage, entlang der Straße nach Hsenwi zu operieren.

Am 9. Mai 1944 überquerte ein Bataillon jeder der vier chinesischen Armeen, die für den Angriff in Position waren, den Salween und stellte sich am Westufer auf, um die Operationen der Haupteinheiten zu schützen. Diese Vorausbataillone bestanden hauptsächlich aus amerikanisch ausgebildeter chinesischer Infanterie und Pionieren.

#### Operation Rainbow

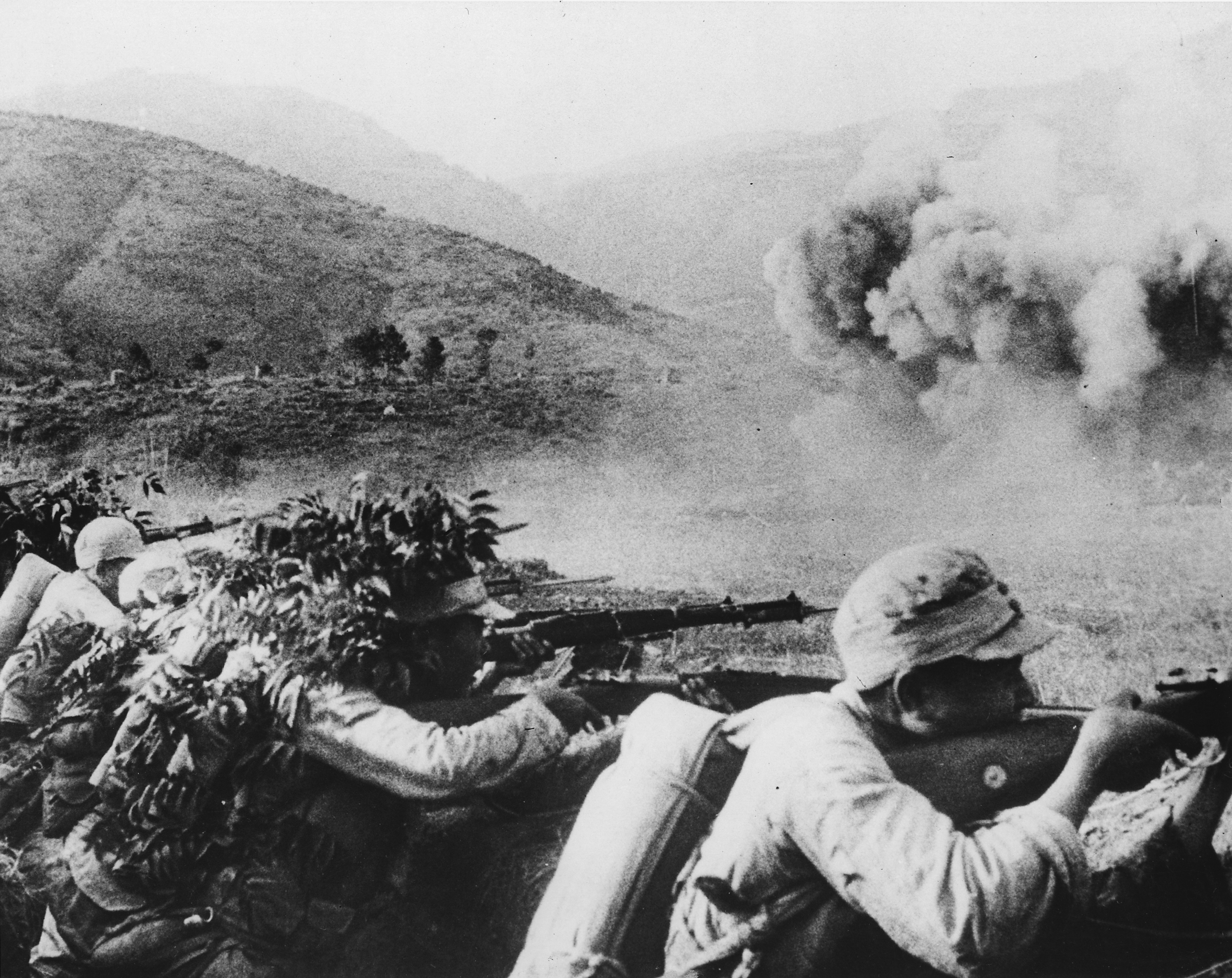
Chinesische Einheiten am Salween

Mit dem Übersetzen der Haupteinheiten begann in der Nacht vom 10. auf den 11. Mai der Angriff unter dem Decknamen Operation Rainbow. Die Japaner wurden davon überrascht und leisteten den ersten Überfahrten wenig Widerstand. Die Chinesen überquerten in von den Amerikanern ausgestatteten Schlauchbooten, in Holzbooten, auf Bambusflößen und in selbstgebauten Flößen, die auf leeren Benzinkanistern gebaut waren, den Salween. Die Flussüberquerungen waren im Vorhinein auf dem Mekong, östlich des Salween, geprobt worden. Die japanischen Streitkräfte westlich des Salween bestanden nur aus den 11000 Soldaten der 56. Division unter Generalleutnant Yuzo Matsuyama, die aber zwei Jahre Zeit hatten, um die Verteidigungspositionen in diesem Sektor der Front, die sich über rund 160 Kilometer von Norden nach Süden erstreckte, zu perfektionieren.
So war es unvermeidlich, dass die vorrückenden chinesischen Einheiten an den Passstraßen zunächst von den dortigen permanenten Befestigungen der Japaner aufgehalten wurden.
Ping-Ka konnte am 17. Mai eingenommen werden und südwestlich von Mangshih wurde die Burmastraße blockiert um die Nachschubwege der 56. Division zu unterbrechen. Die folgenden chinesischen Bemühungen Longling einzunehmen wurden zwischen dem 9. und 13. Juni von den Japanern zurückgeschlagen und der japanische Kommandant verlegte nun seine Hauptverteidigung weiter nach Süden, um die unterbrochenen Nachschubwege wieder zu sichern, und ließ nur kleine Streitkräfte zurück, um die Pässe Mamien und Tatangtzu zu halten.
In der dritten Juliwoche hatte die 20. Armeegruppe fünf Divisionen außerhalb von Tengchong. Mit Hilfe der Bomberunterstützung von Generalmajor Claire Lee Chennaults 14. US Air Force kämpfte sich die Armeegruppe am 4. August in die ummauerte Stadt vor. Damit endete die Operation Rainbow.

#### Weiteres Vorrücken

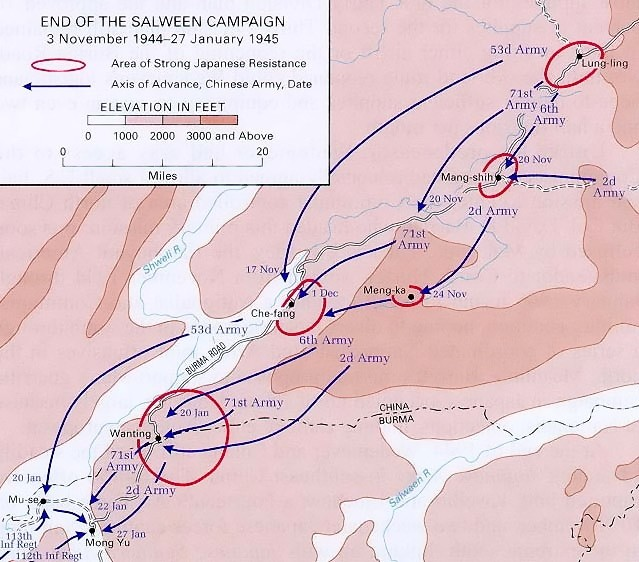
Das Ende der Salween-Kampagne – 3. November 1944 bis 27. Januar 1945

Tantangtzu konnte nach einer 51-tägigen Belagerung dann am 14. September 1944 durch die chinesischen Einheiten eingenommen werden. Die 14. und 10. US Air Force bombardierten und durchbrachen die Mauern der Stadt in Vorbereitung auf die Bodenangriffe.
Longling konnte endgültig am 3. November besetzt werden und Mangshih am 20. November. Damit war das eigentliche Ziel bis zu diesem Zeitpunkt erreicht. Doch dann wurde beschlossen die Japaner endgültig aus Yunnan zu drängen und so wurden Chefang und Wanding als zusätzliche Ziele der Kampagne aufgenommen. Am 1. Dezember 1944 fiel Chefang an die Chinesen und Wanding nach einem 24-tägigen Kampf kurz nach Mitternacht des 20. Januar 1945.
Mit der Vertreibung der japanischen Invasoren aus ihren stark verschanzten Stellungen westlich des Salween-Flusses in der chinesischen Provinz Yunnan zurück zur burmesischen Grenze war die Salween-Kampagne als solche abgeschlossen.

### Myitkyina und Mogaung
Myitkyina: 17. Mai bis 3. August 1944
Die Stadt Myitkyina war nicht nur wegen ihrer Schienen- und Wasserverbindungen zum Rest Burmas von strategischer Bedeutung, sondern auch, weil sie an der geplanten Route der Ledo-Straße lag und ihr Flugplatz als entscheidend für die weitere Versorgung der chinesischen Streitkräfte angesehen wurde. Myitkyina wurde von Einheiten der 33. Armee unter dem Kommando von Generalleutnant Masaki Honda gehalten.

#### Die alliierten Einheiten

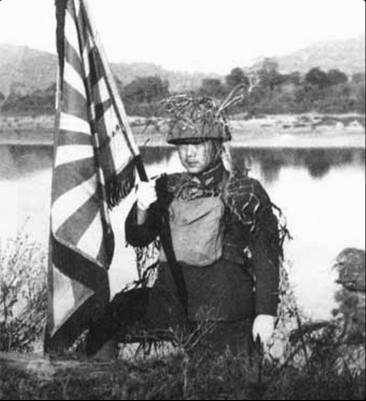
Ein Flaggenträger der 56. Division präsentiert die Regimentsflagge in Burma 1944

| Einheit                            | Einheit                            | Einheit                            | Befehlshaber                       |
| ---------------------------------- | ---------------------------------- | ---------------------------------- | ---------------------------------- |
| X-Force                            |                                    |                                    | Generalleutnant Joseph W. Stilwell |
| X-Force                            | Neue 1. Armee                      |                                    | Generalleutnant Sun Li-jen         |
| X-Force                            | Neue 1. Armee                      | Neue 22. Division                  | Generalmajor Liao Yaoxiang         |
| X-Force                            | Neue 1. Armee                      | Neue 30. Division                  | Generalmajor Hu Shu                |
| X-Force                            | Neue 1. Armee                      | Neue 38. Division                  | Generalmajor Li Hong               |
| X-Force                            | 14. Division                       | 14. Division                       | Generalmajor Long Tianwu           |
| X-Force                            | 50. Division                       | 50. Division                       | Generalmajor Pan Yukun             |
| X-Force                            | 1. Panzerbataillon                 | 1. Panzerbataillon                 | Generalmajor Zhao Zhenyu           |
| 5307th Composite Unit(provisional) | 5307th Composite Unit(provisional) | 5307th Composite Unit(provisional) | Oberst Charles Newtown Hunter      |
| Indische 77. Brigade               | Indische 77. Brigade               | Indische 77. Brigade               | Brigadier James Michael Calvert    |

#### Die japanischen Einheiten

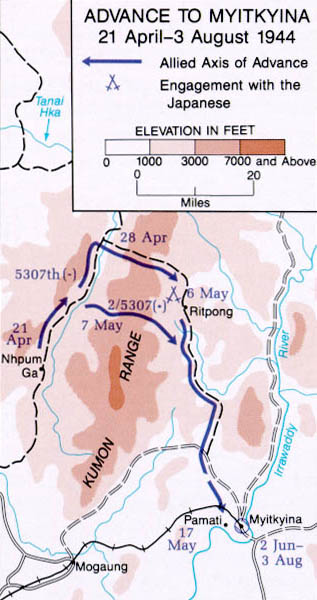

| Einheit   | Einheit      | Befehlshaber                      | Anmerkung                                                       |
| --------- | ------------ | --------------------------------- | --------------------------------------------------------------- |
| 33. Armee |              | Generalleutnant Masaki Honda      |                                                                 |
| 33. Armee | 18. Division | Generalleutnant Tanaka Shin’ichi  |                                                                 |
| 33. Armee | 56. Division | Generalleutnant Yūzō Matsuyama    |                                                                 |
| 33. Armee | 53. Division | Generalleutnant Kaoru Takeda      | ab Mai 1944                                                     |
| 33. Armee | 2. Division  | Generalleutnant Okazaki Seisaburo | ab Mai 1944: einzelne Regimenter zurEntlastung der 56. Division |
| 33. Armee | 49. Division | Generalleutnant Saburo Takehara   | ab Mai 1944: einzelne Regimenter zurEntlastung der 56. Division |
| 33. Armee | Take Force   |                                   | Einsatz gegen die Chindits                                      |

#### Vorrücken auf Myitkyina
Im Februar 1944 starteten drei Bataillone der 5307th Composite Unit (provisional) mit insgesamt 2503 Soldaten und 250 Maultieren zu ihrem 1610 Kilometer langen Überlandvormarsch von Nordostindien nach Nordburma über den östlichen Himalaya und den burmesischen Urwald. Stilwell wollte damit hinter die Japaner bei Shaduzup in den Hügeln des Jāmbu Bum gelangen um die Täler von Hukawng und Mogaung zu trennen. Die Japaner wurden dort entscheidend besiegt und zwei Regimenter gefangen genommen. Aber in einem verzweifelten Kampf zwischen dem 28. März und dem 1. April kämpften sich Generalleutnant Tanaka Shin’ichi  und seine Männer aus der Einkesselung frei. Tanaka bewegte sich schnell, um eine neue Linie über den oberen Teil des Mogaung-Tals zu errichten.
Völlig unerwartet entdeckte Stilwell, dass die Luftversorgung seiner Streitkräfte und damit der Fortbestand dieser Einheiten ernsthaft bedroht war. Die Japaner hatten ihre lang geplante U-Invasion von Manipur begonnen. Sie konnten beträchtliche Anfangserfolge erzielen, um Kohima und Imphal zu belagern und näherten sich der lebenswichtigen Bengal-Assam-Eisenbahn, die die Lebensader des Northern Combat Area Command und der Hump-Luftbrücke war. Stilwell ordnete daher eine vorübergehende Verzögerung der Offensive in Nordburma an und entsandte eine improvisierte Task Force, um den Briten bei der Sicherung der lebenswichtigen Eisenbahnader in Assam zu helfen.
Um Myitkyina einzunehmen, wies Stilwell Brigadegeneral Frank Merrill an, seine Einheit einzusetzen, um den Angriff über die zerklüftete Kumon Range anzuführen. Stilwell nannte diesen Plan End Run. Unter dem Druck der Joint Chiefs of Staff, Myitkyina vor der Frühlingsmonsunzeit zu erobern, konnte Stilwell die Aufgabe nicht allein seinen chinesischen Einheiten überlassen. Zwar befand sich Merrills Truppe nach den vorhergegangenen Kämpfen in schlechtem Zustand, aber Stilwell versprach Merrill, dass die Einheit evakuiert werde, „wenn alles wie erwartet verlaufe.“

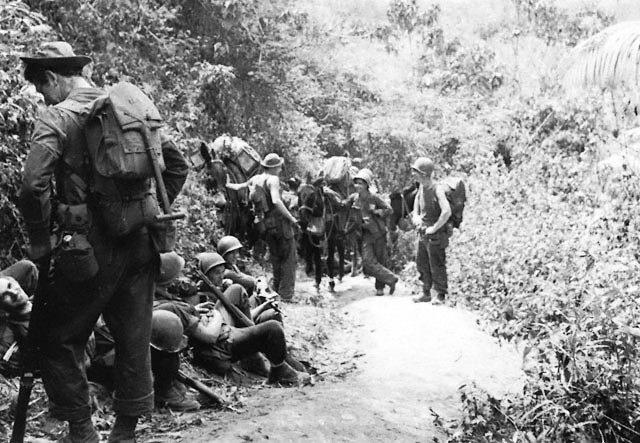
Merrill's Marauders während einer Pause auf dem Dschungelpfad bei Nhpum Ga

Am 27. April 1944 hatte Merrill seine Einheit in drei Gruppen eingeteilt und auf den Weg nach Myitkyina beordert. Der Weg über die Kumon Range erwies sich als sehr beschwerlich und an den steilen Hängen rutschen etliche lasttragende Maultiere in die Tiefe. Dabei gingen Waffen und Munition in großen Mengen verloren.
Am 5. Mai erreichten die ersten Einheiten eine Pfadkreuzung etwa anderthalb Kilometer nördlich von Ritpong. Zwei Tage darauf kam es dann vor Ritpong zu einem ersten Zusammenstoß mit japanischen Soldaten. Ritpong konnte am 9. Mai eingenommen werden. Weitere Kämpfe entbrannten nördlich von Ngao Ga und Tinkrukawng am 12. Mai.
Nach einem langen Marsch durch den unwegsamen Dschungel konnte der Angriff auf den Flughafen von Myitkyina am 17. Mai um 10:00 Uhr beginnen. Er verlief planmäßig und gegen Mittag war das Feld in alliierter Hand, da die Japaner völlig überrumpelt wurden. Den ganzen Tag über fanden aber an weit voneinander entfernten Stellen rund um den Flugplatz sporadische Kämpfe statt. Gegen 11;00 Uhr hatte eine weitere Einheit das Dorf Pamati eingenommen und die dortige Fähre über den Irrawaddy.
Schon kurz nach der Eroberung des Flugfeldes traf mit dem chinesischen 89. Regiment eine erste Verstärkung ein. Auch Brigadegeneral Frank Merrill verlegte sein Hauptquartier dorthin. In den nächsten Tagen wurden die Orte Rampur und Zigyun besetzt. Zwei chinesische Bataillone griffen Myitkyina am 18. Mai von Norden her an. Die Stadt wurde zu dieser Zeit von nicht mehr als 700 Japanern gehalten, die von Generalmajor Genzu Mizukami angeführt wurden. Nachdem die Chinesen den Bahnhof eingenommen hatten gerieten sie in verworrene Kämpfe und mussten sich auf eine Linie etwa 800 Meter westlich der Stadt zurückziehen. Dort gruben sie sich ein. Nachdem weitere alliierte Streitkräfte eingetroffen waren, konnten japanische Verstärkungen Myitkyina nur von der anderen Seite des Irrawaddy im Osten oder entlang der Straßen Myitkyina-Mankrin oder Myltkyina-Radhapur aus dem Norden erreichen.
Rund um die nun belagerte Stadt entbrannten immer wieder heftige Kämpfe. Tanaka war nicht in der Lage, den entschlossenen chinesischen Vormarsch über den vom Monsun überfluteten Indaw aufzuhalten. Unterdessen standen die Chindits im Westen und die Straßensperre im Süden bei Seton erlaubte keinen Durchbruch. Die nun schwer getroffene japanische 18. Division hatte den größten Teil ihrer Artillerie verloren und war durch Verluste und Krankheit auf weniger als die Hälfte ihrer Stärke reduziert worden und zog sich nun in Richtung Mogaung zurück. Auf diesem Weg gelang es sogar ein chinesisches Bataillon zu zerstören.
Am 26. Juni fielen die Außenbezirke von Myitkyina, als die 38. Division aus dem Norden eintraf und die Chindits sich im Rücken der 18. Division in die Stadt hineingekämpft hatten. Ein paar Wochen später als geplant hatte Stilwell das lebenswichtige Herz Nordburmas gesichert. Nur das Stadtzentrum konnte noch von einigen japanischen Einheiten gehalten werden. Erst nach einer Blockade und einem Kampf von mehr als 11 Wochen war Myitkyina schließlich komplett in alliierter Hand. Etwa 600 Japaner entkamen und etwa 3000 waren bei der Belagerung getötet worden. Die alliierten Opfer beliefen sich auf 972 getötete chinesische und 272 US-Soldaten, 3184 chinesische und 955 US-Soldaten waren verwundet worden.

#### Schlacht um Mogaung, 23. Juni 1944
Ende Mai befahl Stillwell der 77. Indischen Infanterie-Brigade, die den Chindits zugeordnet worden war, Mogaung zu erobern. Geheimdienstaktionen der britischen 14. Armee, unterstützt von  Patrouillen der 77. Brigade, hatten ergeben, dass Mogaung von etwa 4000 Japanern gehalten wurde.
Der Anmarsch nach Mogaung über fast 270 Kilometer war von einer Reihe blutiger Begegnungen geprägt. Der Monsun war ausgebrochen und die Bedingungen waren entsetzlich; Malaria und Typhus hatten sich weit verbreitet. Als die 77. Brigade ihren Hauptangriff startete, war sie von ursprünglich 3500 Mann auf eine Kampfstärke von weniger als 550 Mann reduziert worden.
Nach der Eroberung der Straßenbrücke des Pin Hmi Inn am 11. Juni und der Einnahme eines Bergkamms nahe Mogaung am 13. Juni stießen chinesische Streitkräfte mit ihrer Artillerie zur 77. Brigade hinzu.
Bei Tagesanbruch am 23. Juni wurde der letzte Angriff auf die Stadt gestartet. Nach schwerem Kampf um die dortige Eisenbahnbrücke, der bis zum nächsten Tag andauerte, stellte ein vorsichtiger Vormarsch in die Stadt fest, dass die Japaner sie verlassen hatten. Mogaung war die erste Hauptstadt in Burma, die zurückerobert wurde.
| Einheit                                    | Befehlshaber                |
| ------------------------------------------ | --------------------------- |
| 3. Batallion, 6. Gurkha Rifles             | Oberstleutnant Freddie Shaw |
| 1. Batallion, King's Regiment (Liverpool)  |                             |
| 1. Batallion, Lancashire Fusiliers         |                             |
| 1. Batallion, South Staffordshire Regiment | Oberstleutnant Roland Degg  |

## Zentral- und Südburma 1943/44

### Operation Ha-gō und die Schlacht um die Admin-Box

#### Die japanische Planung zu Ha-gō
Die 28. Armee unter Generalleutnant Shōzō Sakurai verteidigte Arakan und das südliche Burma, und ihre 55. Division unter dem Kommando von Generalleutnant Tadashi Hanaya hatte die Küstenregion von Arakan besetzt. Mit einem lokalen Gegenangriff wollten die Japaner ihren Erfolg des Vorjahres wiederholen und vielleicht sogar auf Chittagong vorrücken. Die Planung dazu sah vor, in der ersten Februarwoche 1944 durch einen eigenen Angriff die Alliierten zu zwingen, von der Zentralfront aus Verstärkung nach Arakan zu schicken. Damit sollten die Truppen der britisch-indischen 14. Armee während der wichtigeren anlaufenden Operation U-gō abgelenkt und dort gebunden werden.
Gemäß dem Plan war vorgesehen, dass eine Truppe unter Generalmajor Tokutarō Sakurai das Dorf Taung Bazar einnahm, um anschließend den Fluss Kalapanzin zu überqueren und der indischen 7. Division in den Rücken zu fallen. Ein weiteres Regiment unter dem Kommando von Oberst S. Tanahashi sollte den Ngakyedauk-Pass blockieren und ein Regiment unter Oberst Tai Kubo sollte die Mayu Range überqueren und die Nachschublinie der indischen 5. Division durchtrennen.

#### Admin-Box Verteidigung

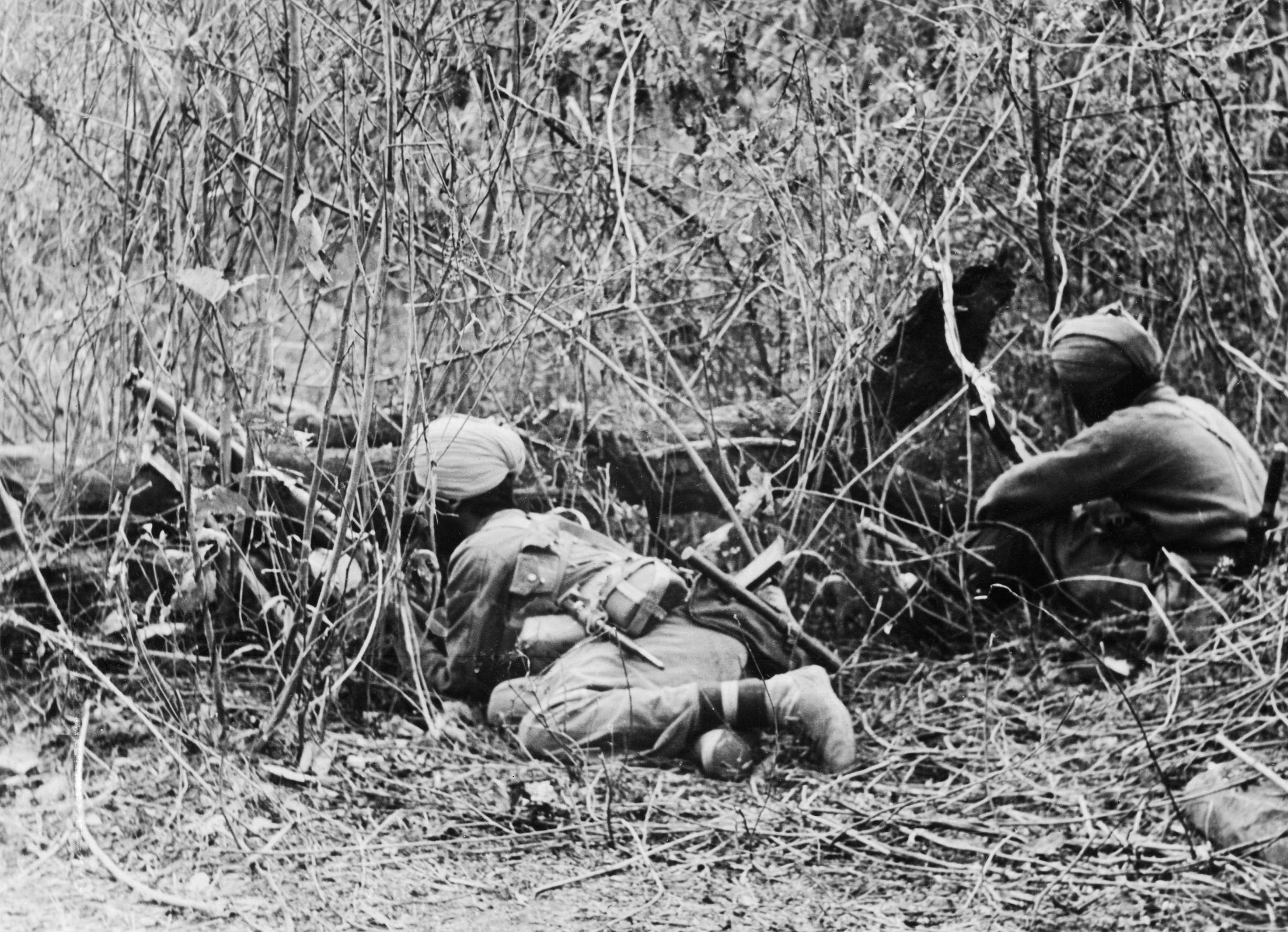
Sikhs der indischen 7. Division an einem Beobachtungsposten im Gebiet des Ngakyeduak-Passes während der heftigen Kämpfe, die auf die am 6. Februar 1944 gestartete japanische Offensive folgten

Ab Dezember 1943 rückte die indische 7. Division als Teil des XV. Korps das Tal des Kalapanzin hinunter vor. Nachdem ihr Divisionshauptquartier am 7. Februar 1944 von japanischen Einheiten überrannt worden war, hatte sie sich auf eine behelfsmäßige, rechteckige Verteidigungsposition bei Sinzweya zurückgezogen, die Generalmajor Frank Messervy und seinem Stab als Verwaltungsgebiet diente. Dieses Areal wurde als Admin-Box bezeichnet.
Die Schlacht um die Admin-Box (auch Schlacht von Ngakyedauk oder Schlacht von Sinzweya) begann am 5. Februar  an der Südfront des Burma-Feldzugs und endete am 23. Februar mit einem Sieg der Alliierten. Die japanischen Streitkräfte versuchten mit dem vorgesehenen lokalen Gegenangriff gegen eine alliierte Offensive, alliierte Reserven von der Zentralfront in Assam abzuziehen, an der die Japaner ihre eigene Großoffensive vorbereiteten. Nach anfänglichen Rückschlägen erholten sich die Alliierten, um den japanischen Angriff zu vereiteln.

### Operation U-gō, 7. März bis 22. Juni 1944
Unter der nominellen Aufsicht der Regionalarmee Burma von General Kawabe Masakazu plante Generalleutnant Mutaguchi Ren’ya einen Versuch, um in den Nordosten Indiens einzudringen. Die unter dem Decknamen U-gō laufende Operation war ursprünglich als vernichtender Angriff gegen das indische IV Korps bei Imphal konzipiert. Ziel war die geplante Großoffensive für einen Vormarsch auf den Chindwin der britischen 14. Armee von Generalleutnant William Slim zu stören, die danach Mandalay in Zentralburma erreichen könnte. Aus eigener Initiative und gegen etliche Widerstände weitete Mutaguchi den Plan dann auf die erste Phase einer Invasion Indiens selbst und vielleicht sogar auf das Ende der britischen Herrschaft in Indien aus. Die Genehmigung für die Offensive wurde am 7. Januar vom kaiserlichen Generalhauptquartier erteilt.

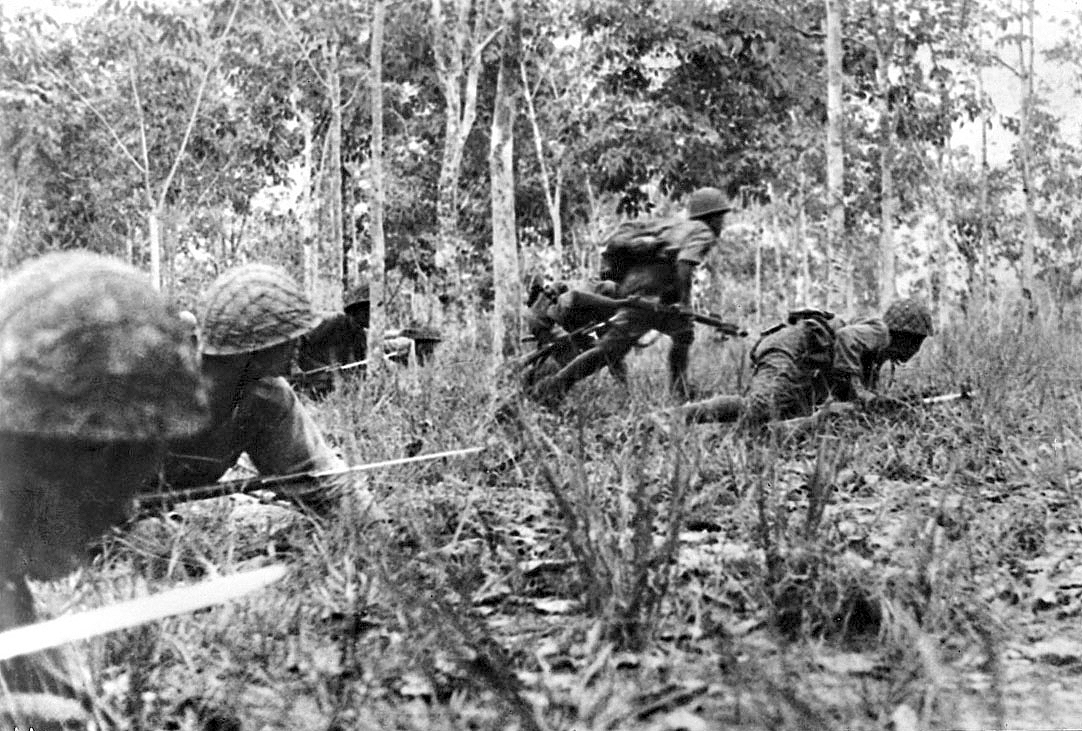
Vorrückende japanische Soldaten während der Operation U-gō

Die Operation U-gō verwickelte die 15. Armee in einen umfassenden Vorstoß um die Manipur-Ebene einzunehmen und insbesondere auf Imphal und Kohima, die die einzigen logischen Ausgangspunkte für die alliierte Offensive bildeten. So sollten die alliierten Nachschublinien mit Nord-Assam, die Versorgungsbasis für Slims 14. Armee und für die chinesischen und amerikanischen Streitkräfte, die in Nordburma und Südwestchina von Generalleutnant Joseph W. Stilwell kommandiert wurden, unterbrochen werden.
| Divisionen            | Regimenter                     | Befehlshaber                                                             |
| --------------------- | ------------------------------ | ------------------------------------------------------------------------ |
| 31. Division          |                                | Generalleutnant Satō Kōtoku                                              |
| 31. Division          | 58. Regiment                   |                                                                          |
| 31. Division          | 128. Regiment                  |                                                                          |
| 31. Division          | 138. Regiment                  |                                                                          |
| 31. Division          | Artillerie-Regiment            |                                                                          |
| 33. Division          |                                | Generalleutnant Yanagita Genzō, abgelöst durch Generalmajor Nobuo Tanaka |
| 33. Division          | 213. Regiment                  |                                                                          |
| 33. Division          | 214. Regiment                  |                                                                          |
| 33. Division          | 215. Regiment                  |                                                                          |
| 33. Division          | 33. Gebirgsartillerie-Regiment |                                                                          |
| 33. Division          | 14. Panzerregiment             |                                                                          |
| 5. Luftwaffendivision |                                | Generalleutnant Noboru Tazoe                                             |

Subhash Chandra Bose, Anführer der Azad-Hind-Bewegung, der die britische Herrschaft in Indien mit japanischer Unterstützung gewaltsam beenden wollte, drängte die japanische Führung dazu die indische Nationalarmee in die Operation U-gō mit einzubeziehen. Die Japaner hatten allerdings ursprünglich beabsichtigt die INA-Einheiten nur zu Propaganda- und Aufklärungszwecken einzusetzen.
| Divisionen  | Regimenter           | Befehlshaber                      |
| ----------- | -------------------- | --------------------------------- |
| 1. Division |                      | Generalmajor Mohammed Zaman Kiani |
| 1. Division | 1. Guerilla-Regiment | Oberst Shah Nawaz Khan            |
| 1. Division | 2. Guerilla-Regiment | Oberst Inayat Khan Kiani          |
| 1. Division | Bahadur Group        | Oberst Shaukat Ali Malik          |

Schon kurz nach dem Start der Operation U-gō erfolgte die erste Reaktion der alliierten Streitkräfte. Das indische XV Korps unter dem Befehl von Generalleutnant Sir Alexander Frank Philip Christison begann am 19. März eine Luftbrücke von Arakan zur Verstärkung des indischen IV Korps von Generalleutnant Sir Geoffry Scoones in Imphal einzurichten. Diese firmierte unter dem Decknamen Operation Stamina und es wurden fünf weitere Brigaden bis zum 12. Mai eingeflogen.

#### Sangshak, 19. bis 26. März
Die Schlacht um Sangshak war der Startkonflikt der ausgedehnten Schlacht um Imphal und Kohima im März 1944, die in Indiens abgelegener nordöstlicher Ecke gegen japanische Einheiten ausgetragen wurde. Die 15. Armee unter dem Befehl von Generalleutnant Mutaguchi Ren’ya sollte die Operationen in Nord- und Zentralburma kontrollieren. Der Hauptauftrag war die Eroberung von Imphal mit der 15., 31. und 33. Division zusammen mit der 1. Division der Indischen Nationalarmee durchzuführen.
Die bei Sheldon's Corner stationierte 50. indische Fallschirmjäger-Brigade unter Brigadegeneral Maxwell Richard Julian Hope-Thomson wurde am 19. März von der Vorhut der 31. Division überrascht und vertrieben. Alarmiert durch das Auftauchen starker japanischer Kräfte wurden die alliierten Truppen bei Kohima per Lufttransport durch die indische 161. Brigade der 5. indischen Division verstärkt. Hope-Thomson zog seine restlichen Männer zurück, wo sie auf einem Hügel östlich von Sangshak eine Verteidigungsposition einnahmen. Bis zum 22. März hatte sich die 31. Division bis nach Sangshak durchgeschlagen und griff in mehreren Angriffswellen die zurückgezogenen Reste der 50. Fallschirmjäger-Brigade von Norden her an. Trotz heftigem Anrennens der Japaner auf die Verteidiger, endlosem Beschuss zu ungewöhnlichen Zeiten und irrtümlichem Beschuss durch eigene Kämpfer gelang es nicht den Verteidigungsgürtel zu durchbrechen. Am Nachmittag des 26. März erhielt die Division dann den Befehl zum Rückzug der 50. Fallschirmjäger-Brigade. Durch die Verzögerung des japanischen Durchmarsches nach Kohima und Dimapur gelang es den Alliierten Nachschub an Waffen, Munition und Soldaten dorthin zu bringen.

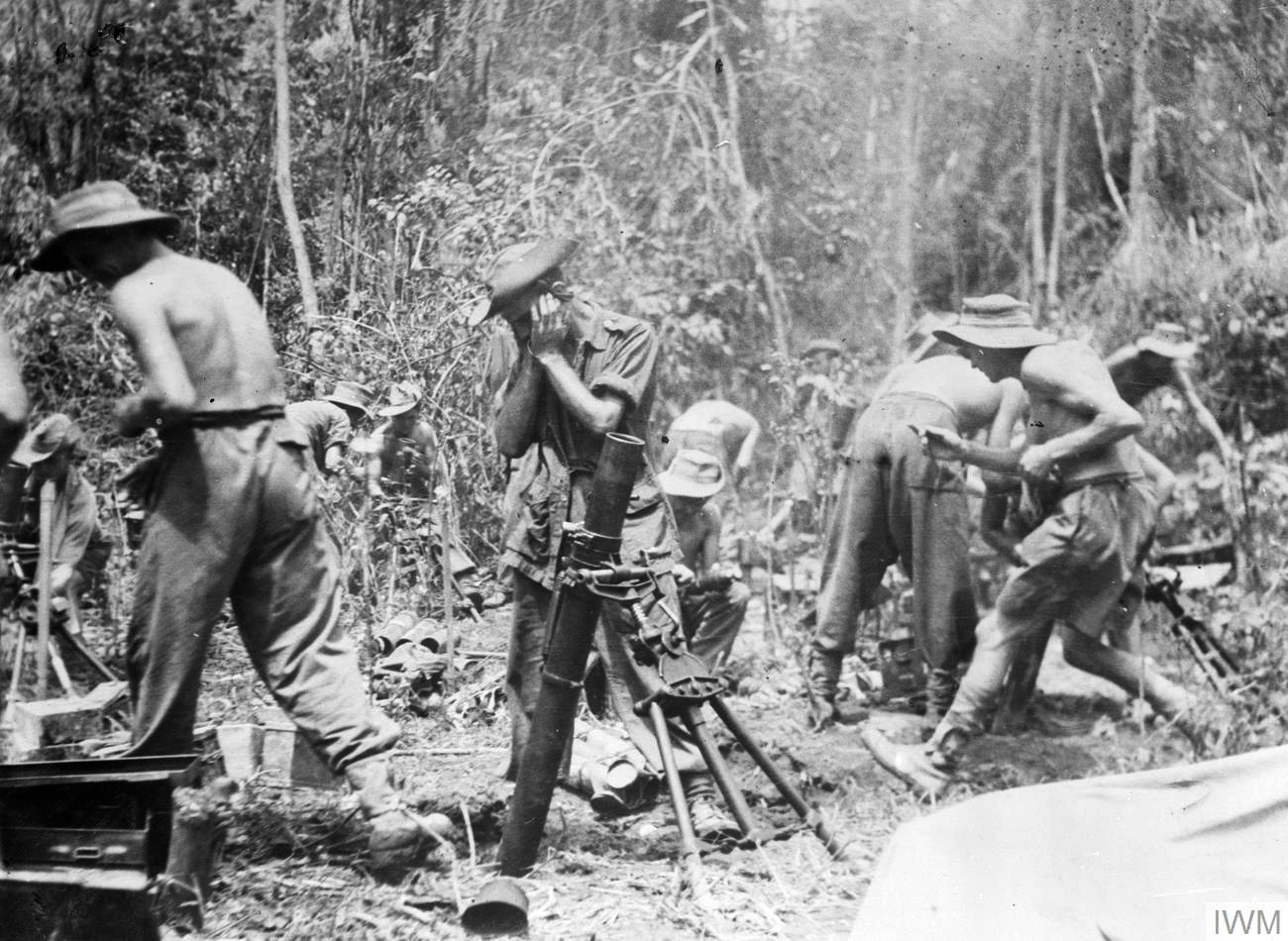
Britische 3-Zoll-Mörserabteilungen unterstützen den Vormarsch der indischen 19. Division entlang der Mawchi Straße, östlich von Toungoo. Der Mörser erwies sich als die effektivste Waffe im Dschungelkrieg.

#### Imphal und Kohima, 8. März bis 18. Juli 1944
Da die Briten selbst in die Offensive gehen wollten, wurden die Einheiten des IV Korps unter Generalleutnant Scoones fast bis zum Chindwin-Fluss nach vorne verlegt. Damit waren sie allerdings weit auseinandergezogen und daher anfällig dafür, abgeschnitten und eingekesselt zu werden.
Als der Geheimdienst die Nachricht übermittelte, dass eine große japanische Offensive unmittelbar bevorstand, planten Slim und Scoones, ihre vorderen Divisionen auf die Imphal-Ebene zurückzuziehen und die Japaner zu zwingen, am Ende der sehr langen und schwierigen Nachschubwege zu kämpfen. Die britischen Kommandeure schätzten jedoch das Datum, an dem die Japaner angreifen sollten, und die Stärke, die die Japaner gegen einige Ziele einsetzen würden, falsch ein. Die japanischen Truppen begannen am 8. März, den Chindwin zu überqueren, aber Scoones gab seinen nach vorne verlagerten Divisionen den Befehl, sich erst am 13. März in Richtung Imphal zurückzuziehen.
Ab Anfang April griffen die Japaner die Imphal-Ebene aus mehreren Richtungen an. Die japanische 33. Division war dazu vorgesehen die indische 17. Division südlich von Imphal aufzureiben. Kurz darauf sollte die 15. Division unter dem Befehl von Generalleutnant Masafumi Yamauchi von Nordosten her angreifen und die Straße nach Kohima, etwa 120 km entfernt in Nagaland, besetzen. Die 31. Division unter Generalleutnant Satō Kōtoku würde gleichzeitig Kohima umzingeln, um jede Entsatzung von Dimapur zu verhindern, das sich weitere 64 km nördlich befindet.

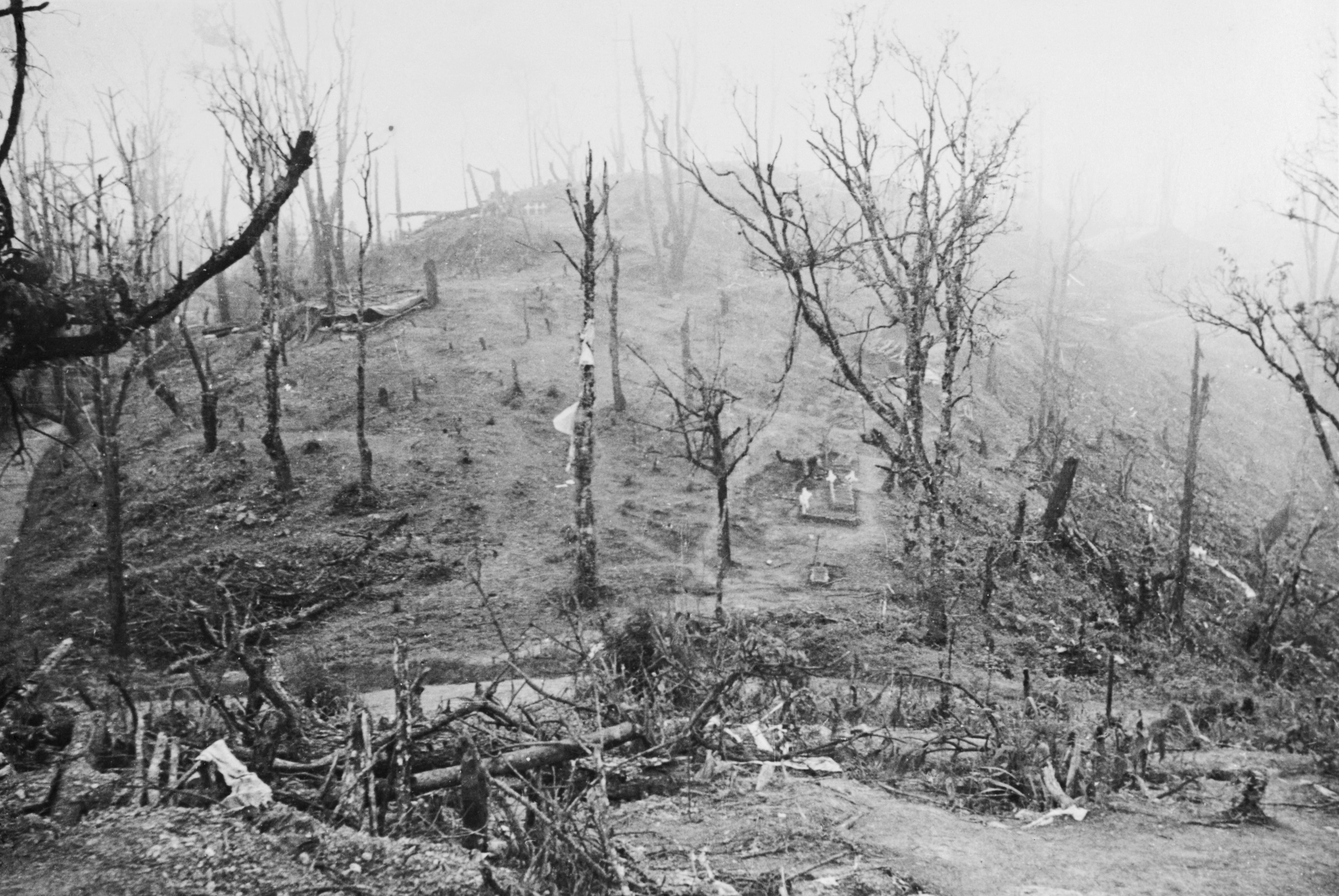
Garrison Hill

Die Belagerung von Kohima begann am 6. April. Die Garnison wurde ständig mit Mörsern und anderen Waffen beschossen. Oftmals mit Waffen und Munition, die von den Japanern in Sangshak und aus anderen Depots erbeutet worden waren. Gegen etwa 15.000 japanische Soldaten hielten die britisch-indischen Truppen in Kohima einen engen Verteidigungsgürtel, der sich auf den Garrison Hill konzentrierte. Zwischen dem 5. und 18. April erlebte Kohima einige der erbittertsten Nahkämpfe des gesamten Krieges. In einem Sektor trennte in der Stadt nur die Breite des Tennisplatzes die beiden gegnerischen Seiten (→ Kampf um den Tennisplatz). In der Nacht vom 17. auf den 18. April gelang den Japanern schließlich die Einnahme des Platzes. Andere japanische Einheiten eroberten Kuki Picquet im Südwesten der Stadt und spalteten damit die britisch-indische Garnison in zwei Teile. Die Situation der Verteidiger war verzweifelt, aber die Japaner starteten keinen Angriff auf Garrison Hill, da sie inzwischen vom Hunger und den Kämpfen erschöpft waren.
Lord Mountbatten hatte sofort die 2. Division unter Generalmajor John Grover von Indien auf Straße und Schiene nach Dimapur geschickt. Dort schloss sie sich dem indischen 33. Korps unter Montagu Stopford für den hart umkämpften Marsch an, um Kohima zu entlasten. Am 14. April durchbrachen die Briten die japanische Straßensperre bei Zubza und erreichten vier Tage später Kohima. Als sie am 18. April eintrafen, war die Verteidigungslinie von Oberst Hugh Richards auf eine von Granaten zerstörte Fläche von nur 350 Quadratmetern reduziert worden.

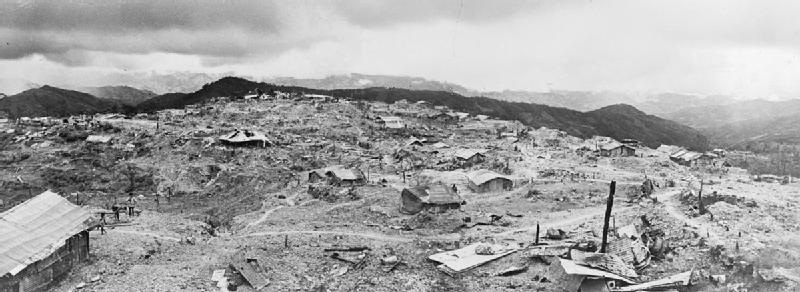
Die Anhöhe von Kohima nach der Schlacht

Die Kämpfe in und um Kohima dauerten noch einen ganzen weiteren Monat, bis die Briten Mitte Mai weitere Einheiten zusammenziehen konnten. Mit der Öffnung der Straße zwischen Dimapur und Kohima zogen die 2. Division und Truppen des XXXIII Korps in das Gebiet ein um den Anfang Mai beginnenden Gegenangriff zu unterstützen.
Maßgeblich für die folgende japanische Niederlage war der Mangel an Nachschub. Die 31. Division hatte die Operation mit Lebensmittelvorräten begonnen, die nur für drei Wochen ausreichten. Sobald diese Vorräte verbraucht waren, mussten die Japaner mit wenigen erbeuteten Vorräten und dem, was sie in zunehmend feindlich gesinnten Dörfern suchen konnten, auskommen. Am 25. Mai teilte Generalleutnant Sato dem Hauptquartier der 15. Armee mit, dass er sich am 1. Juni zurückziehen werde sofern seine Division keine Nachschublieferungen erhalte. Schließlich verließ er am 31. Mai das Dorf Naga und andere Stellungen nördlich der Straße trotz des gegenteiligen Befehls von Generalleutnant Mutaguchi, an seiner Stellung festzuhalten. Sato wurde am 5. Juli vom Kommando der 31. Division entbunden. Gleichzeitig wurde die gesamte japanische Offensive abgebrochen.
Einen erheblichen Anteil an der Schlacht hatte die Royal Air Force. Zu Beginn hatte sie zwar mit großen Schwierigkeiten beim Abwurf von Nachschubgütern zu kämpfen, aber am Ende hatte die RAF fast 19.000 Tonnen Vorräte und mehr als 12.000 Mann geflogen, sowie 13.000 Verletzte und 43.000 Zivilisten evakuiert.
In der Folge startete die 14. Armee unter Generalleutnant Slim am 31. Juli 1944 die Operation Journalist zur Verfolgung der sich zurückziehenden Überresten der japanischen 15. Armee in Vorbereitung auf die Operation Extended Capital.

#### Schlacht von Ramou (Berg Song), 4. Juni bis 7. September 1944
Um eine Öffnung der Burmastraße in Nordburma zu verhindern hielt eine Truppe von zunächst 1300 japanischen Soldaten der 56. Division unter dem Kommando von Major Kanemitsu Keijirou drei Monate lang die gesamte chinesische Expeditionstruppe von über 40.000 von den USA ausgebildeten und versorgten Truppen im Kreis Longling nahe Baoshan auf. Der japanische Stützpunkt auf Songshan kontrollierte die Burmastraße und die Huitong-Brücke über den Fluss Saluen. Die Festung erwies sich als äußerst schwer zu erobern. Dabei war besonders eine Straßenblockade bei Songshan heftig umkämpft. Mit drei Tonnen TNT, die von den USA geliefert wurden, sprengten die Chinesen am 20. August 1944 den Berggipfel in die Luft. Auch danach gab es noch japanischen Widerstand und der Berg Song wurde erst am 7. September erobert, nach mehr als drei Monaten heftiger Kämpfe. Der Sieg wurde auf Kosten von 7600 gefallenen chinesischen Soldaten und etwa 3000 gefallenen japanischen Verteidigern errungen. Bis auf neun (sieben nach japanischen Quellen) Gefangene wurde die japanische Truppe von den Chinesen vernichtend geschlagen.

#### Operation Dan
Um die Burmastraße geschlossen zu halten und die strategische Initiative an der Front des Saluen nach der Niederlage der Operation U-gō wiederzuerlangen, startete General Kawabe Masakazu mit der 33. Armee unter Generalleutnant Masaki Honda am 3. September 1944 die Operation Dan. Die Offensive sollte von Longling auf der Burmastraße nach Osten vordringen, die chinesischen Armeen zurückzudrängen und die japanischen Garnisonen in Pingka, Lameng und Tengchung entlasten. Die Offensive der 33. Armee wurde jedoch durch verstärkten chinesischen Druck vereitelt und endete am 15. September.

## Nachwirkungen
US-Präsident Franklin D. Roosevelt hatte den Sommer 1944 über Generalissimus Chiang Kai-shek gedrängt, alle seine von den USA unterstützten Armeen unter das Kommando von General Stilwell zu stellen. Chiang lehnte das Ansinnen nicht unerwartet ab und bat um Stilwells Abberufung. Dieser Bitte kam der US-Präsident nach und im Oktober 1944 ersetzte Generalmajor Albert C. Wedemeyer Stilwell als Stabschef von Chiang und Kommandant der amerikanischen Streitkräfte im China-Kampfraum. Gleichzeitig wurde ein separater Kampfraum in Indien und Burma mit Generalleutnant Daniel I. Sultan, dem ehemaligen Stellvertreter von Stilwell, als kommandierendem General geschaffen.